# 尼科·埃尔南德斯
尼科·米格尔·埃尔南德斯（英語：Nico Miguel Hernandez，1996年1月4日—），美国男子拳击运动员。他曾代表美国参加2016年夏季奥林匹克运动会拳击比赛，获得男子49公斤级铜牌。